# Eugene De Rosa
Eugene L. De Rosa, né en 1894 en Calabre (Italie) et mort en 1945, est un architecte italo-américain. Spécialisé dans la création de théâtres, il a notamment travaillé dans la ville de New York.
L'entreprise de De Rosa se développe entre 1918 et 1929 et atteint son apogée durant les Roaring Twenties, mais est ensuite grandement perturbée par la Grande Dépression. Durant les années 1930, De Rosa s'installe à Londres, puis à Naples, en Italie. À la fin de la Seconde Guerre mondiale, il revient à New York pour travailler dans la création de théâtres, juste avant sa mort.

## Biographie
De Rosa naît en Calabre, une région de l'extrême sud de l'Italie, en 1894. Durant sa petite enfance, il émigre avec ses parents aux États-Unis, débarquant à Ellis Island pour venir s'installer à New York en 1898. De Rosa avait quatre frères, nommés Felix, Jerry, Vincent et John, ainsi qu'une sœur, Sylvia. Son frère Felix est également devenu architecte.

## Carrière
À partir de 1918, De Rosa exerce la profession d'architecte, et choisit rapidement de se spécialiser dans la conception de théâtres. L'un de ses premiers projets est le Vanderbilt Theatre de New York, construit en 1918. En 1919, De Rosa fait partie d'un partenariat nommé « De Rosa & Pereira », et représente la même année plusieurs client lors de procès d'appel contre des décisions prises par le commissaire des bâtiments de New York.
Durant les années 1920, De Rosa obtient de plus en plus d'appels d'offres pour la conception de théâtres. La croissance de la popularité des films constitue un atout majeur dans la carrière de De Rosa ; l'architecte travaille sur des projets tels que les théâtres de Times Square en 1920, d'Apollo de la 42nd Street en 1920, et de Klaw en 1921. Il travaille également pour un site à Hyatt Street, à St. George (en), dans l'arrondissement de Staten Island, qui concernait non seulement la construction d'un théâtre, mais également de magasins et de bureaux.
L'entreprise de De Rosa est très affaiblie au cours de la Grande Dépression des années 1930 ; De Rosa a alors l'occasion de voyager à travers le monde. Il passe quelques années à Londres avant de s'installer à Naples, ville dans laquelle il était réputée pour son aide apportée aux touristes anglais et américains en 1935. Son frère Felix De Rosa, également architecte, vend des assurances durant la Grande Dépression. Avant ou au cours de la Seconde Guerre mondiale, Eugene De Rosa retourne à New York, où il travaille sur de nouveaux projets de constructions de théâtres en 1944. Cependant, sa mort en 1945 empêche une renaissance de sa carrière professionnelle.

## Travaux

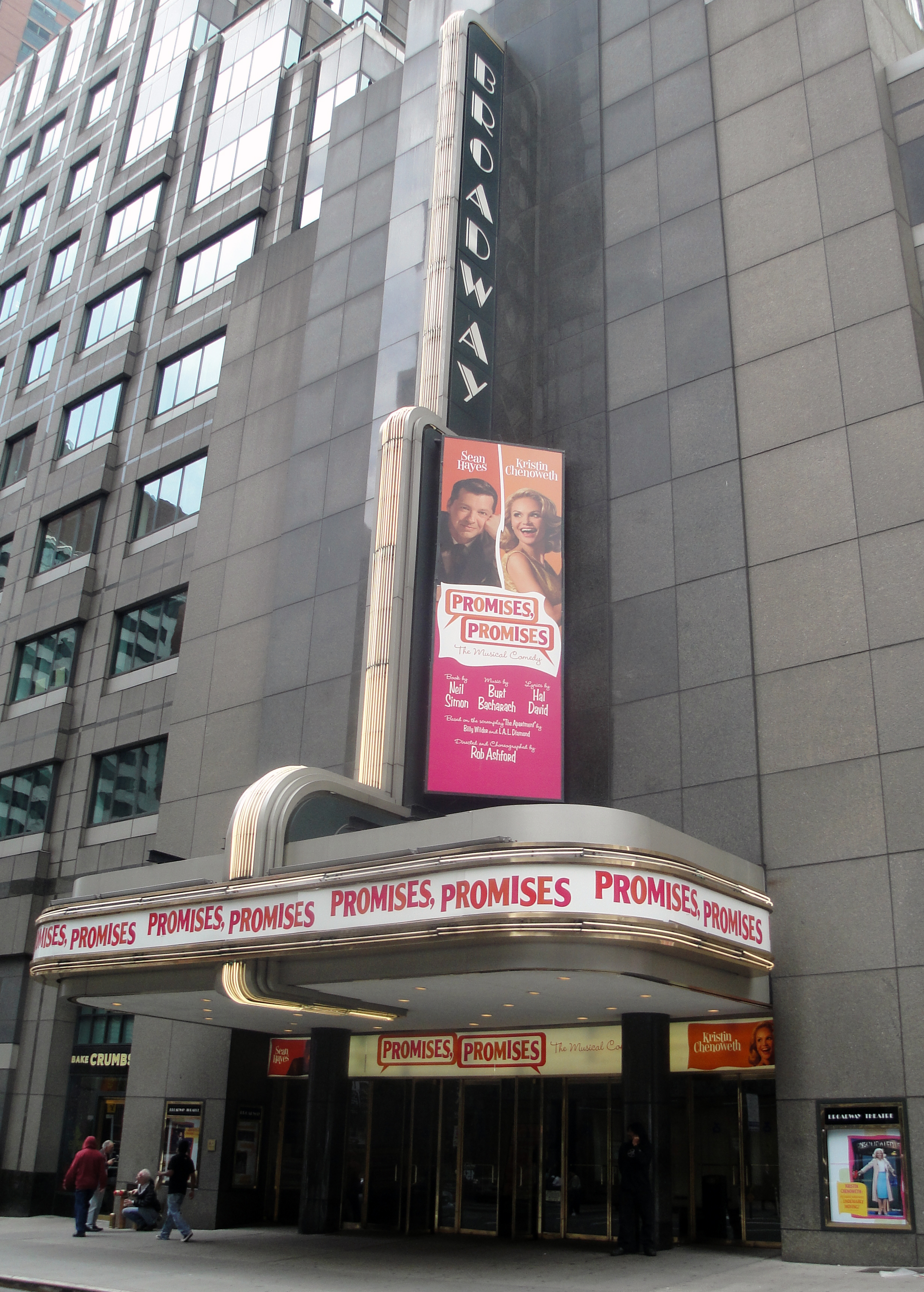
Le Broadway Theatre, construit en 1924.

Plusieurs des théâtres conçus par Eugene De Rosa existent toujours aujourd'hui, dont entre autres le Lafayette Theatre (en) de Suffern d'une capacité de 1 000 places, un bâtiment de style Adam combinant des influences architecturales issues des Renaissances françaises et italiennes ornementées à la manière des Beaux-Arts. En 1927, un projet d'agrandissement du bâtiment est réalisé ; il comprend notamment l'ajout de six boxes d'opéra distincts ainsi que l'installation de sièges supplémentaires dans les loges. Contrairement à beaucoup d'autres théâtres, le Lafayette n'est pas démoli et est toujours utilisé aujourd'hui en tant que salle de cinéma.
Le Broadway Theatre, à l'origine nommé « B. S. Moss's Colony Theatre » et construit en 1924, existe toujours également,.
Le théâtre de St. George, d'une capacité de 2 800 places, construit à partie de 1928 pour un coût de 500 000 $, a subi un projet d'agrandissement (un complexe annexe est construit) d'un coût de 2 millions de dollars. Le théâtre ouvre le 4 décembre 1929, quelques semaines après le krach boursier de 1929, et est toujours ouvert de nos jours. Il appartient désormais à la St. George Theatre Restoration Inc., une organisation non lucrative dont le but est de restaurer le bâtiment et de développer son insertion en tant que centre artistique et culturel. La plus grande partie de l'intérieur orné a été conçu non pas par De Rosa, mais par Nestor Castro.

### Liste des théâtres conçus par De Rosa
- Vanderbilt Theatre, New York (construit en 1918, démoli en 1954)[3]
- Coliseum Theatre, 4260 Broadway, New York (1920)[13]
- Times Square Theatre, New York (construit en 1920, existe toujours aujourd'hui mais n'est plus utilisé)[5]
- Apollo Theatre (42e Rue), New York (construit en 1920, démoli en 1996)[5]
- Klaw Theatre, 251–257 West 45th Street, New York (construit en 1921 ; renommé Avon en 1929 puis démoli en 1954)[5],[14]
- Criterion Theatre, New York[15]
- Broadway Theatre, New York (construit en 1924, toujours ouvert aujourd'hui)[10],[11]
- Lafayette Theatre (en), Suffern, New York (construit en 1924, toujours ouvert aujourd'hui)[9]
- Gallo Opera House (en), New York (construit en 1927 et renommé Studio 54)
- Inwood Theatre, New York (1927)[16]
- Théatre de St. George (en), Staten Island (construit en 1928–29, toujours ouvert aujourd'hui)[12]
- New Cataract Theatre, Niagara Falls[8]
- Missouri Theatre, Saint-Louis, Missouri[8]
- Lincoln Theatre, Trenton, New Jersey[8]

## Publications
- (en) Eugene Da Rosa, Selections from the recent work of Eugene De Rosa, architect : 15 West 44th Street, New York, Architectural Catalog Co., 1927[17].